# Lithops olivacea
Lithops olivacea es una especie de planta suculenta perteneciente a la familia  Aizoaceae que es nativa de Sudáfrica. 

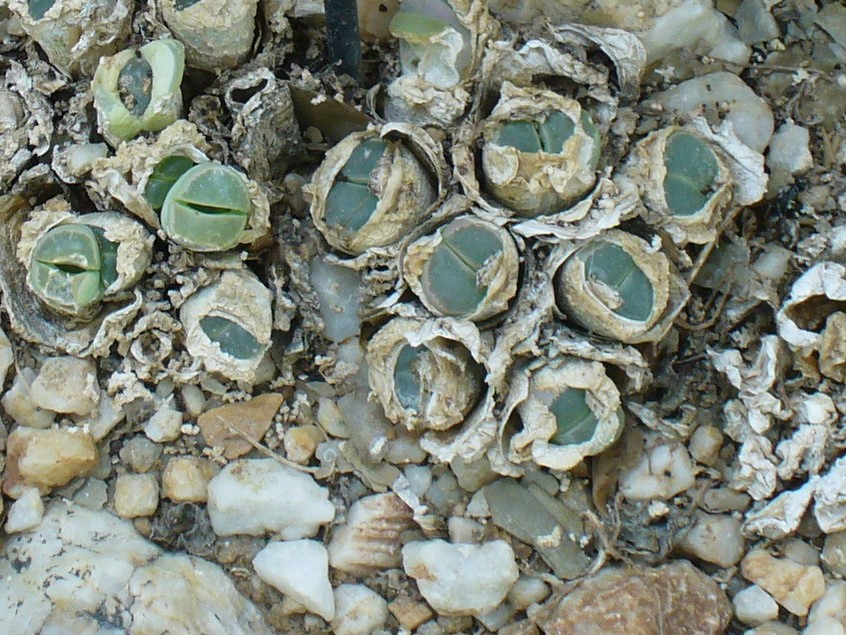
Vista de la planta en su hábitat

## Descripción
Forma grupos de dos hojas acopladas, divididas por una fisura por donde aparecen las flores. Cada par de hojas forman el cuerpo de la planta que tiene forma cilíndrica o cónica con una superficie plana. De la fisura entre las hojas brota, en periodo vegetativo, las nuevas hojas y en cuanto se abren, las antiguas se agostan. Alcanza una altura de 20 cm.

## Taxonomía
Lithops olivacea fue descrita por  Harriet Margaret Louisa Bolus, y publicado en Notes Mesembryanthemum 2: 84 1929.
Etimología
Lithops: nombre genérico que deriva de las palabras griegas: "lithos" (piedra) y "ops" (forma).
olivacea: epíteto latino que significa "color verde oliva".
Sinonimia
- Lithops olivacea var. nebrownii D.T.Cole (1988)[3]